# Iván Yeriómenko
Iván Trojímovich Yeriómenko (en ucraniano: Іван Трохимович Єрьоменко; Krasnodar, 7 de julio de 1910 - Kiev, 1 de diciembre de 1986) fue un piloto militar soviético con el título de Héroe de la Unión Soviética (1937), que combatió durante la guerra civil española como comandante del 1er Escuadrón de Cazas y la Segunda Guerra Mundial como comandante del 2º Cuerpo de Aviación Mixto y responsable de la Fuerza Aérea del Distrito Militar de Kiev.

## Biografía
Nació el 7 de julio de 1910 en la ciudad de Yekaterinodar (hoy Krasnodar, Rusia) en una familia de clase trabajadora ucraniana de la Ucrania Frambuesa. Trabajó como jornalero agrícola desde los 10 años y, a partir de 1924, en la granja suburbana del Comité de Ayuda a los Pobres. En 1925 completó los cursos de conductor de tractor y, en 1926, los de transporte motorizado. Trabajó como conductor en una granja suburbana y a partir de 1926 estudió en un instituto.
Yeriómenko se alistó en el Ejército Rojo en 1927; en 1928 se graduó en la Escuela Teórica de Aviación Militar de Leningrado y en 1929 de la Escuela de Pilotos Militares de Sebastopol. Desde abril de 1937 comandó el 119º Escuadrón Separado de Cazas.
Desde mayo de 1937 hasta febrero de 1938, Iván Yeriómenko participó en la guerra civil española como parte de la Fuerza Aérea del bando republicano. Dominó rápidamente el vuelo nocturno, luchando con éxito contra los bombarderos fascistas sobre la provincia de Zaragoza. Realizó 348 salidas de combate y derribó personalmente doce aviones enemigos y cuatro en grupo, causando daños significativos al bando sublevado. Por el número de victorias confirmadas, Yeriómenko es uno de los primeros ases de la aviación soviética en la guerra civil española.
Por el coraje y heroísmo demostrados en el cumplimiento del deber internacional, se le galardonó con el título de Héroe de la Unión Soviética el 28 de octubre de 1937 con la Orden de Lenin, y después del establecimiento de la distinción especial, fue galardonado con la medalla Estrella de Oro no. 60.

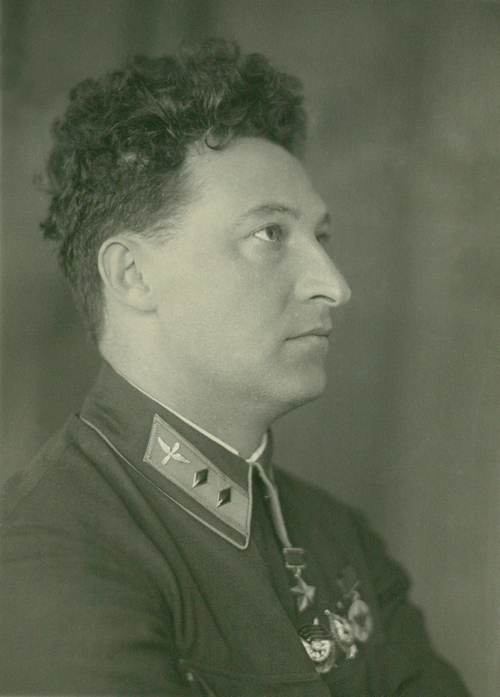
Iván Yeriómenko con el rango de comandante de división (1940)

Después de regresar de España, Yeriómenko continuó sirviendo en la Fuerza Aérea desde marzo de 1938 como subcomandante de la 60ª Brigada de Aviación Ligera de la Fuerza Aérea del Distrito Militar de Transcaucasia. En julio de 1938 ascendió a comandante de la Fuerza Aérea del Distrito Militar de Moscú. En 1939 se graduó de los cursos de la Academia Militar del Estado Mayor como combrig y comandante.
Por resolución del Consejo de Comisarios del Pueblo de la URSS del 4 de junio de 1940, se le concedió el grado militar de Mayor general de Aviación. Desde diciembre de 1940, ejerció como subcomandante de la Fuerza Aérea del 1er Ejército de la Bandera Roja del Frente del Lejano Oriente .
Tras el ataque de la Alemania nazi a la Unión Soviética y en el período de posguerra, comandó la Fuerza Aérea de los Ejércitos 25 (hasta julio de 1941), 9 (hasta octubre de 1941) y 18 (de noviembre de 1941 a abril de 1942). De 1943 a 1946, Yeriómenko comandó la Fuerza Aérea de Kiev y, desde 1949, la Fuerza Aérea de los distritos militares de los Urales. Durante la guerra, participó en las operaciones defensivas de Tiráspol-Melitópol y Dombás-Rostov, la batalla de Rostov, la batalla del Cáucaso, la batalla de Stalingrado, la batalla aérea de Kubán y la batalla de Kursk.
En 1956 se graduó de la Academia Militar del Estado Mayor y ese mismo año, con el grado de teniente general de Aviación, se retiró a la reserva aunque siguió colaborando con la Sociedad Voluntaria de Ayuda al Ejército, Fuerza Aérea y Marina. Vivió en Kiev, donde murió el 1 de diciembre de 1986, siendo enterrado en el cementerio de Berkovets.

## Premios
- Héroe de la Unión Soviética (28 de octubre de 1937).
- Dos órdenes de Lenin (1937, 1953)
- Tres órdenes de la Bandera Roja (1937, 1938, 1948).
- Orden de Kutuzov en segundo grado (8 de febrero de 1943).[7]
- Dos Órdenes de la Guerra Patriótica de primer grado (1945, 1985).
- Orden de la Estrella Roja (3 de noviembre de 1944).